# Sy Oliver

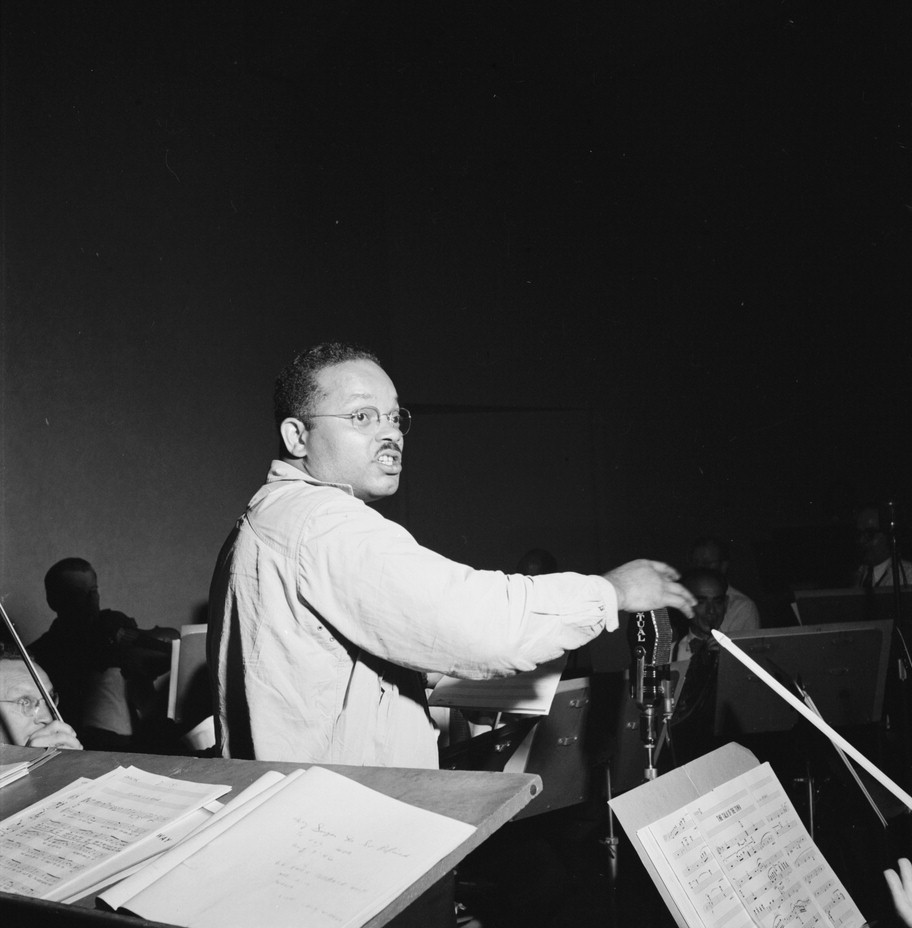
Sy Oliver, ca. September 1946.
Fotografie von William P. Gottlieb.

Melvin James „Sy“ Oliver (* 17. Dezember 1910 in Battle Creek, Michigan; † 28. Mai 1988 in New York City, New York) war ein US-amerikanischer Jazztrompeter, Arrangeur, Komponist, Sänger und Bandleader. 

## Leben und Wirken
Oliver ist der Sohn von Musikern (Musiklehrer, Konzertsänger). Bei seinem Vater lernte er Notenlesen, Klavier- und Trompetenspiel. Nach dem Abschluss der High School war er in Territory Bands des Mittleren Westens, bei Cliff Barnett und bei Zach Whytes Chocolate Beau Brummels als Musiker und Vokalist tätig, wo erste Aufnahmen entstanden, später bei Alphonse Trent. Zwischen 1933 und 1939 spielte und sang er in der Band von Jimmie Lunceford und steuerte viele Arrangements und deren spezifischen Sound bei. Bei Lunceford  zeichnete Oliver für Erfolgstitel wie „My Blue Heaven“, „Ain't She Sweet“, „Organ Grinder's Swing“ und „'Tain't What You Do“ verantwortlich. 
Anschließend arbeitete er im Orchester von Tommy Dorsey, nachdem dieser ihn mit dem Angebot $ 5000 im Jahr zu verdienen, bei Lunceford abgeworben hatte. Er spielte bis 1943 und erneut ab 1945 bei Dorsey, mit einer Unterbrechung bei der US-Army, wo er eine Militärkapelle leitete, und war der erste Afroamerikaner, der eine wichtige Rolle in einer „weißen“ Band spielte. Olivers Arrangement des Standards „On the Sunny Side of the Street“ wurde Dorseys größter Hit. Oliver hatte einige Zeit auch eine eigene Jazzband, mit der auch im Rundfunk auftrat. Seit dem Ende der 1940er betätigte er sich als freischaffender Arrangeur, schrieb für Film- und Studiobands, vor allem im Auftrag von Sängern wie Frank Sinatra, Sammy Davis, Jr., Ella Fitzgerald, Chris Connor oder Louis Armstrong; dessen „sakrale“ Alben Louis and the Angels und Louis and the Good Book (1957/58) vor allem Olivers Werk waren. 1957 war er Arrangeur und Bandleader des Albums Plenty Valente!, einem der ersten internationalen Studioalben von Caterina Valente.
Er war auch als Schallplattenproduzent für Decca Records tätig und war ab 1959 als Arrangeur in den Schallplattenstudios beschäftigt. 1968/69 wirkte er als musikalischer Direktor des Pariser Olympia; ab 1970 führte er mit eigener Band seine alten Arrangements bzw. Ellington-Kompositionen auf; mit dem Material entstand 1973 das Album Yes Indeed. Mit seiner Band trat er u. a. 1972 auf dem Newport Jazz Festival auf und gastierte 1973, 1975 und 1981 in Europa, darunter auf dem Berliner Jazztagen. Von 1975 bis 1980 trat er im New Yorker Rainbow Room mit einer All-Stars-Band als Repertoire-Orchester auf, für die er über 300 Arrangements von Stücken Ellingtons, Dorseys, Luncefords und Fletcher Hendersons schrieb. Oliver war bis in die 1980er Jahre aktiv. Nach seinem Krebstod im Jahr 1988 vermachte seine Witwe 1995 seine Manuskripte der Bandarrangements an die New Yorker Public Library for the Performing Arts.
Zu den Kompositionen von Oliver gehören das durch Ray Charles bekannte „Yes Indeed“, aber auch „For Dancers Only“, „Opus I“, „Well Git It“ und „Easy Does It“.

## Würdigung
Martin Kunzler bezeichnet den von Ellington beeinflussten Arrangeur (zusammen mit Benny Carter und Don Redman, doch entscheidender als diese) als prägende Gestalt des Jimmie Lunceford-Orchesters: „durch starke Konturierung des Saxophonsatzes, Call and Response-Wechsel zwischen den Sections und Two-Beat-Rhythmus. (...) Als Swingtrompeter ist Sy Oliver ein versierter Growl- und Wah-Wah-Spezialist mit Geschmack und solistischer Potenz.“
Digby Fairweather beschrieb Sy Oliver, der den Spitznamen „Psychology“ trug, „als einen der ernsthaftesten, intelligentesten und bestausgebildetsten Menschen im Swing.“
Nach Ansicht von Leonard Feather war sein Stil (bei Lunceford) „durch einfache swingende Effekte, Staccato-Phrasen mit einem Touch von Humor und einem brillanten Gefühl für Kontinuität und Höhepunkte“ bestimmt.